# Armes (Nièvre)
Armes település Franciaországban, Nièvre megyében. Lakosainak száma 272 fő (2022. január 1.). Armes Clamecy, Lichères-sur-Yonne, Chevroches és Dornecy községekkel határos.

## Népesség
A település népességének változása:
| Lakosok száma | 303  | 298  | 297  | 283  | 283  | 283  | 283  | 277  | 272  |
|               | 2013 | 2015 | 2016 | 2017 | 2018 | 2019 | 2020 | 2021 | 2022 |